# Ufuk Akyol
Ufuk Akyol (* 27. August 1997 in Ravensburg) ist ein deutsch-türkischer Fußballspieler.

## Karriere

### Verein
Akyol spielte in den Jahren 2012–2015 für die Nachwuchsabteilung von VfB Stuttgart und wechselte anschließend in die Jugend vom 1. FC Heidenheim.
Im Sommer 2016 entschied er sich für eine Karriere in der Türkei und wechselte als Profifußballer zum Istanbuler Drittligisten Fatih Karagümrük SK. Bei diesem Verein etablierte er sich als Stammspieler und stieg mit diesem durch den Play-off-Sieg der Drittligasaison 2018/19 in die TFF 1. Lig auf.
Zur Saison 2019/20 verpflichtete ihn der Erstligist Antalyaspor.

### Nationalmannschaft
Akyol entschied sich für eine Nationalmannschaftskarriere in den deutschen Nationalmannschaften und debütiert im 2012 mit einem Einsatz für die deutsche U-16-Nationalmannschaft. Nach acht Spielen und einem Tor für die U-16 absolvierte er 2013 ein Spiel für die deutsche U-17-Nationalmannschaft.

## Erfolge
Mit Fatih Karagümrük SK
- Play-off-Sieger der TFF 2. Lig und Aufstieg in die TFF 1. Lig: 2018/19